# Два короля
«Два короля» (англ. Pair of Kings) — американский телевизионный ситком на кабельном телеканале Disney. Эта задумка авторов Дена Кросса и Давида Ходжа воплотилась звёздами Митчелом Муссо и Доком Шоу. Первый показ в России состоялся 3 января 2011 года, а начало трансляции всего сериала только 2
6 февраля 2011. Шоу было снято перед живыми зрителями в студии. В ноябре 2010 года Disney XD объявил о начале съёмок второго сезона. В декабре 2011 года стало известно, что сериал продлили на третий, а возможно и на четвёртый сезоны. В новом сезоне актёр Митчел Муссо был заменен Адамом Хиксом.

## История
Сериал основывается на двух братьях Бреди и Бумере (Митчел Муссо и Док Шоу), паре двойняшек 16 лет, воспитываемые тётей и дядей в Чикаго и живущих нормальной жизнью. Однако, когда Мейсон (Джино Седжерс), королевский советник острова Кинкоу прибывает в их школу, они узнают, что они являются наследниками престола короля острова. После того, как Мейсон рассказывает Бреди и Бумеру об их происхождении, они начинают понимать, что их жизнь может кардинально измениться.
После этого открытия, братья переезжают в Кинку (американская часть острова Полинезии), чтобы вдвоём властвовать над островом, который имеет много обычаев и суеверий — стараясь не вызвать проблемы. На самом деле, старший брат-близнец должен был править в одиночку, но, поскольку они близнецы (Бреди или Бумер) и их родители умерли, никому не известно, кто родился первым. Два брата должны править вместе.
В третьем сезоне сериала Бреди подслушивает разговор Микейлы и Кэндис, когда Микейла говорит, что она не согласится пойти на свидание с Бреди пока тот не повзрослеет. И Бреди покидает остров, оставив Бумеру записку о том, что он уезжает в Чикаго и не вернется не повзрослев достаточно для Микейлы. В это время шторм затопляет остров Минду и спасшиеся во главе с королём Бозом приплывают на Кинкоу. Там становится известно, что Боз давно потерянный брат близнец Бумера и Бреди.

## Актёрский состав

### Главные роли
- Король Бреди (Митчел Муссо) — близнец/король острова Кинкоу и один из двух главных героев сериала, унаследовавший цвет кожи своего отца. Он часто использует свои запугивающие истории, чтобы помочь выяснить, как решить проблему. Тем не менее, он считает себя дамским угодником, хотя это не так.
- Король Бумер (Док Шоу) — близнец/король острова Кинкоу и один из главных героев сериала, унаследовавший цвет кожи своей матери.
- Король Боз (Адам Хикс) — близнец/король островов Кинкоу и Минду и один из главных героев 3 сезона. Он является братом Бреди и Бумера, который потерялся во время шторма на Кинкоу 17 лет назад. До 10 лет его растили обезьяны, а позже приютили король и королева острова Минду. Боз недолюбливает Микейлу из-за схожести с бывшей девушкой. Он весьма умен и интеллектуально развит, но иногда склонен вести себя как обезьяна, что делает его диким и непредсказуемым.
- Микейла Макула (Келси Чоу) — единственная дочь королевского советника, которая помогает близнецам. Имеет привязанность к королю Бреди и даже влюбляется в финальной серии второго сезона. Она также одна из наиболее подготовленных членов безопасности на острове.
- Ленни, Принц Кинкоу и Король Ланады (Райан Очоа) — кузен Боза, Бреди и Бумера, следующий претендент на трон. На протяжении всего сериала пытается избавиться от королей, чтобы унаследовать корону. Самим королям не известно о злых намерениях Ленни, думая о нём, как о любящем кузене, у которого всегда найдётся решение проблем. В 3 сезоне Боз и Бумер подарили ему собственный остров, где он стал королём.
- Мейсон Макула (Джино Седжерс) — бесстрашный Королевский советник и верный друг родителей Боза, Брэди и Бумера. Также отец Микейлы Макулы. На одну четвёртую сасквоч, из-за чего короли над ним насмехаются. Предостерегает королей от опасностей.

### Второстепенные роли
- Ямакоши (Озвучивал Винсент Пасторе) — столетняя рыба Ленни и его единственный друг. Его настоящее имя — Калакай. Он является злым братом близнецом первого короля Кинкоу — Малакая. Много лет назад Малакай превратил его в рыбу. Он постоянно злобный и сварливый.
- Шаман (Джеймс Хонг) — глава острова Кинку, а также шаман.
- Тётя Нэнси (Тичина Арнольд) — тётя Бумера и Бреди, член бывшей Королевской семьи.
- Дядя Билл (Джон Эрик Бентли) — дядя Бумера и Бреди, тоже член бывшей Королевской семьи.
- Кэндис (Британи Росс) — сплетница и подруга Микейлы. Самая популярная девушка в школе. Ведёт ТВ передачу о сплетнях.
- Племя Тарантул — племя, живущее на тёмной стороне острова Кинкоу. Они очень часто нападают на королей, и являются одними из главних антагонистов сериала.

### Приглашённые звёзды
- Хибачи (Мартин Клебба) — маленький хулиган с 6 пальцами на каждой ноге, которому принадлежит пляж Шредербич, опасный пляж в Кинкоу.
- Угги (Даг Брошу) — человек с лицом ящерицы, который дружит с Бумером, заставляя Бреди ревновать. С самого начала они ошибочно думают, что он людоед, но он оказался вегетарианцем. После извинений королей перед ним, они по-прежнему не в состоянии остановить Мейсона, который все ещё считает, что Ооджи людоед.
- Аэрозоль (Лэсли-Анна Хафф) — злая русалка с оранжевым хвостом, которая мечтает занять трон и замок королей. В одном из эпизодов ей это почти удалось. Когда короли дали ей ноги, перенеся через порог замка, она предала их, за что после была облита морской водой и превращена обратно в русалку.
  - Амазония (Мэдисон Райли) — высокая, глупая блондинка-русалка, которая любит всё, что связано с ногами. Влюблена в Ленни.
- Гигант Отог (Великий Кали) — гигант, весом 7 футов, который вызывает на дуэль короля Бреди и короля Бумера.
- Ребекка «Ависом» Доусон (Логан Браунинг) — Чикагская одноклассница Бреди и Бумера.
- Чонси (Дэвис Кливленд) — лидер школьного клуба и друг Бумера.
- Мумия (Озвучивал Джон Тратаджлия)
- Шерпа Шкуонк (Микей Пост) — три футовый в высоту, вонючий, саркастический тролль-существо, которое живёт под землёй.
- Тренер (Джон О'Харли)
- Присцилла (Дженнифер Стоун) — девушка из племени грязных фей, в которую влюблён Угги.

## Эпизоды
| Сезон | Сезон | Эпизоды | Оригинальная дата выхода в эфир ( США) | Оригинальная дата выхода в эфир ( США) |
| Сезон | Сезон | Эпизоды | Премьера сезона                        | Финал сезона                           |
| ----- | ----- | ------- | -------------------------------------- | -------------------------------------- |
|       | 1     | 20      | 10 сентября 2010                       | 2 мая 2011                             |
|       | 2     | 26      | 13 июня 2011                           | 16 апреля 2012                         |

## Немного о различии близнецов
Немного необычно и странно иметь близнецов с различными цветами кожи. Близнецы, у которых различный цвет кожи, должны быть дизиготными, или двуяйцевыми близнецами, подразумевая, что они происходили из двух отдельных яиц. Это может быть результатом слияния яйцеклетки материи и спермы одного отца, либо слияния яйцеклетки материи и спермы двух отцов. Шанс на рождение таких близнецов 1 на 1,000,000. Брэди как то сказал однажды: «Действительно — наша мама была чёрной, а наш папа был белым». Что подтверждает портрет родителей, который время от времени показывают в первых сериях.

## Международный релиз
| Страна / Регион      | Канал                                 | Премьерный показ                                                                     | Оригинальное название на другом языке |
| -------------------- | ------------------------------------- | ------------------------------------------------------------------------------------ | ------------------------------------- |
| США                  | Disney Channel                        | 10 сентября 2010 (первый показ)                                                      | Pair of Kings                         |
| США                  | Disney XD                             | 17 сентября 2010 (премьера)                                                          | Pair of Kings                         |
| Канада               | Family Channel                        | 17 сентября 2010                                                                     | Pair of Kings                         |
| Республика Корея     | Disney Channel Asia                   | 19 декабря 2010 (первый показ) Февраль 2011 (премьера)                               | Pair of Kings                         |
| Китайская Республика | Disney Channel Asia                   | 19 декабря 2010 (первый показ) Февраль 2011 (премьера)                               | Pair of Kings                         |
| Пакистан             | Disney Channel Asia                   | 19 декабря 2010 (первый показ) Февраль 2011 (премьера)                               | Pair of Kings                         |
| Шри-Ланка            | Disney Channel Asia                   | 19 декабря 2010 (первый показ) Февраль 2011 (премьера)                               | Pair of Kings                         |
| Филиппины            | Disney Channel Asia                   | 19 декабря 2010 (первый показ) Февраль 2011 (премьера)                               | Pair of Kings                         |
| Бангладеш            | Disney Channel Asia                   | 19 декабря 2010 (первый показ) Февраль 2011 (премьера)                               | Pair of Kings                         |
| Бруней               | Disney Channel Asia                   | 19 декабря 2010 (первый показ) Февраль 2011 (премьера)                               | Pair of Kings                         |
| Гонконг              | Disney Channel Asia                   | 19 декабря 2010 (первый показ) Февраль 2011 (премьера)                               | Pair of Kings                         |
| Малайзия             | Disney Channel Asia                   | 19 декабря 2010 (первый показ) Февраль 2011 (премьера)                               | Pair of Kings                         |
| Сингапур             | Disney Channel Asia                   | 19 декабря 2010 (первый показ) Февраль 2011 (премьера)                               | Pair of Kings                         |
| Таиланд              | Disney Channel Asia                   | 19 декабря 2010 (первый показ) Февраль 2011 (премьера)                               | Pair of Kings                         |
| Вьетнам              | Disney Channel Asia                   | 19 декабря 2010 (первый показ) Февраль 2011 (премьера)                               | Pair of Kings                         |
| Великобритания       | Disney XD UK                          | 16 декабря 2010 (первый показ) 3 января 2011 (премьера)                              | Pair of Kings                         |
| Великобритания       | Disney Channel UK                     | 17 декабря 2010 (первый показ)                                                       | Pair of Kings                         |
| Польша               | Disney XD Poland                      | 25 декабря 2010 (первый показ) 1 января 2011 (премьера)                              | Para królów                           |
| Греция               | Disney XD Greece                      | 25 декабря 2010                                                                      | Δίδυμοι Βασιλιάδες                    |
| Аргентина            | Disney XD Latin America               | 5 декабря 2010 (первый показ) Январь 2011 (премьера)                                 | Par de Reyes                          |
| Чили                 | Disney XD Latin America               | 5 декабря 2010 (первый показ) Январь 2011 (премьера)                                 | Par de Reyes                          |
| Колумбия             | Disney XD Latin America               | 5 декабря 2010 (первый показ) Январь 2011 (премьера)                                 | Par de Reyes                          |
| Мексика              | Disney XD Latin America               | 5 декабря 2010 (первый показ) Январь 2011 (премьера)                                 | Par de Reyes                          |
| Венесуэла            | Disney XD Latin America               | 5 декабря 2010 (первый показ) Январь 2011 (премьера)                                 | Par de Reyes                          |
| Бразилия             | Disney XD Latin America               | 5 декабря 2010 (первый показ) Январь 2011 (премьера)                                 | Par de Reis                           |
| Россия               | Disney Channel Russia Disney XD (СНГ) | 3 января 2011 (первый показ), 26 февраля 2011 (премьера), 28 февраля 2012 (премьера) | Два короля                            |
| Казахстан            | Disney Channel Kazakhstan             | 1 марта 2011                                                                         | Хан жен                               |
| Кыргызстан           | Disney Channel Kyrgyzstan             | 1 марта 2011                                                                         |                                       |
| Украина              | Disney Channel Ukraine                | 2011                                                                                 | Pair of Kings                         |
| Финляндия            | Disney XD Scandinavia                 | 3 декабря 2010                                                                       | Kaksi Kunkkua                         |
| Дания                | Disney XD Scandinavia                 | 3 декабря 2010 (первый показ)                                                        | Et Par Konger                         |
| Норвегия             | Disney XD Scandinavia                 | 3 декабря 2010 (первый показ)                                                        | To Konger                             |
| Испания              | Disney XD Spain                       | 6 января 2011 (первый показ) 7 января 2011 (премьера)                                | Par de Reyes                          |
| Франция              | Disney XD France                      | Лето и зима 2010 (первый показ) 16 января 2011 (премьера)                            | Paire de Rois                         |
| Германия             | Disney XD Germany                     | 14 января 2011                                                                       | Pair of Kings — Die Königsbrüder      |
| Австрия              | Disney XD Germany                     | 14 января 2011                                                                       | Pair of Kings — Die Königsbrüder      |
| Япония               | Disney XD Japan                       | 27 февраля 2011                                                                      | KING兄弟                              |
| Австралия            | Disney Channel Australia              | 1 января 2011 (первый показ) 31 января 2011 (премьера)                               | Pair of Kings                         |
| Новая Зеландия       | Disney Channel New Zealand            | 1 января 2011 (первый показ) 31 января 2011 (премьера)                               | Pair of Kings                         |
| Нидерланды · Бельгия | Disney XD Netherlands                 | 24 апреля 2011 (первый показ) 1 мая 2011 (премьера)                                  | Pair of Kings                         |
| ЮАР                  | Disney XD                             | 13 мая 2011                                                                          | Pair of Kings                         |
| Израиль              | Disney Channel Israel                 | 28 июля 2011 (первый показ) 11 августа 2011 (премьера)                               | שני מלכים Shneiy Melachim Two Kings   |